# Inca (ciruela)
Inca es una variedad cultivar de ciruelo (Prunus salicina), de las denominadas ciruelas japonesas (aunque las ciruelas japonesas en realidad se originaron en China, fueron llevadas a los EE. UU. a través de Japón en el siglo XIX).
Una variedad que crio y desarrolló a  principios del siglo XX Luther Burbank en Santa Rosa (California), siendo sus parentales desconocidos, aunque se conoce que procede de Prunus salicina.
Las frutas son de tamaño grande, piel con un color amarillo dorado, que cuando maduro, tiene unas motas de magenta brillante, y un rubor magenta alrededor del extremo del pedúnculo, con pruina fina, puntos numerosos, pequeños, marronáceos, y algunas manchas de "ruginoso"/"russetting" de color marrón, y tienen una pulpa de color amarillo dorado claro, con textura densa crujiente, y con un sabor único con el equilibrio perfecto del agrio y del dulce. Tolera las zonas de rusticidad según el departamento USDA, de nivel 7.

## Sinonimia
- "Inca variety of plums".[6]

## Historia
'America' variedad de ciruela, de las denominadas ciruelas japonesas con base de Prunus salicina, que fue desarrollada y cultivada por primera vez en el jardín del famoso horticultor Luther Burbank en Santa Rosa (California). Variedad creada en 1919 de la que no se conocen sus parentales, solamente que es de la progenie de Prunus salicina fue introducida en los circuitos comerciales en 1899.Burbank realizaba investigaciones en su jardín personal y era considerado un artista del fitomejoramiento, que intentaba muchos cruces diferentes mientras registraba poca información sobre cada experimento.
Las ciruelas 'Inca' se desarrollaron en 1919 en Santa Rosa, una ciudad en el condado de Sonoma en el norte de California. 'Inca' fue una de las variedades Burbank introducida en los circuitos comerciales de una manera más tardía que originalmente solo estaba disponible para agricultores comerciales, y que se produjo por última vez en los años 40 o 50 del siglo XX.

## Características
'Inca' árbol medio y vigoroso, siendo su fuerte crecimiento erguido una característica notable de la variedad, extendido, bastante productivo. Flor blanca, autocompatible en su polinización. Tiene un tiempo de floración que comienza a partir del 18 de abril con el 10% de floración, para el 21 de abril tiene una floración completa (80%), y para el 8 de mayo tiene un 90% de caída de pétalos.
'Inca' tiene una talla de fruto grande, cordiforme (forma de corazón), sutura superficial, ápice ahusado hacia el extremo; epidermis tiene una piel delgada, amarga, que se separa fácilmente de la pulpa, tersa y suave con un color amarillo dorado, que cuando maduro, tiene unas motas de magenta brillante, y un rubor magenta alrededor del extremo del pedúnculo, con pruina fina, puntos numerosos, pequeños, marronáceos, y algunas manchas de "ruginoso"/"russetting" de color marrón; pedúnculo delgado, mediano, glabro, adherido a la fruta; pulpa de color amarillo dorado claro, transparente, con textura densa crujiente, y con un sabor único con el equilibrio perfecto del agrio y del dulce.
Hueso adherente, pequeño o medio, elíptico, truncadura muy amplia, zona pistilar apuntada, asimétrico, con surcos dorsal y laterales poco marcados y discontinuos, sustituidos con frecuencia por orificios muy profundos, presenta pequeños surcos partiendo de la truncadura, y superficie arenosa, más labrada junto a polo pistilar.
Su tiempo de recogida de cosecha se inicia a principios de agosto en Fresno y a mediados de agosto en el Valle de Santa Clara. Nunca ha prosperado comercialmente a pesar de sus buenas características organolépticas debido al problema visual del ahusado de su ápice.

## Progenie
'Inca' es el "Parental Madre" (donante de polen) que ha dado lugar a la nueva variedad de ciruela 'Sierra' ('Inca' x 'Santa Rosa').
- Nota: No confundir con la variedad silvestre "Sierra Plum" (Prunus subcordata).[14]

## Usos
Una buena ciruela de postre fresco en mesa, y numerosas aplicaciones culinarias.